# Gabriel Dubois
Gabriel Dubois, né le 31 août 1911 à Dompierre-sur-Helpe et mort le 13 février 1985 à Maubeuge, est un coureur cycliste français.

## Biographie
Gabriel Dubois est professionnel entre 1936 et 1946.

## Palmarès
- 1937
  - Grand Prix de Fourmies
  - 3e de Paris-Lille
  - 3e du Circuit du Pas-de-Calais
- 1938
  - Grand Prix de Fourmies
- 1939
  - Tour du Sud-Ouest
  - 3e du Tour de Corrèze
- 1946
  - 2e de Lille-Maubeuge

## Résultats sur les grands tours

### Tour de France
3 participations 
- 1936 : 39e
- 1937 : 34e
- 1939 : éliminé à la 3e étape